# Piva
Piva je rijeka u Crnoj Gori, kraća pritoka Drine, koju gradi zajedno s Tarom na granici Crne Gore s Bosnom i Hercegovinom.

## Tok
Piva izvire iz vrela Sinjac na planini Goliji, blizu manastira Pive. Prije nego što je formirano umjetno Pivsko jezero, Sinjac je tekao ka rijeci Komarnici i s njom u dužini od 34 kilometara činio Pivu. Međutim, Komarnica je dio riječnog sustava dugačkog 86 km (Tušina - Bukovica - Bijela - Komarnica), tako da, računajući od izvora rijeke Tušine, Piva je dugačka 120 km.
Tušina izvire na planini Sinjajevini u oblati Uskocima u središnjem dijelu Crne Gore, nekoliko kilometara od izvora druge važne crnogorske rijeke, Morače. Rijeka teče na zapad, između planina Sinjajevine i Lole, pred sela Krnje Jele, Bara, Boana i Tušine. Iz smjera sjevera sastaje se s Bukovicom i dalje teče pod ovim imenom. Nakon što prođe pored regionalnog centra Šavnika i sela Gradca i Pridvorice u kraju Drobnjaka, rijeka se na sjeveru sastaje s Komarnicom i uzima njeno ime.
Komarnica nastavlja da teče između planina Vojnik i Treskavac u skoro nenaseljenom području i ulazi u Pivsku površ, gdje skreće na sjever, spaja se s vrelom Pive i ulazi u duboki kanjon Pive.
Kanjon je prosječen kroz planine Bioč, Volujak, Maglić i Pivsku planinu, dugačak je 33 km, dubok do 1200 m i tu rijeka stvara izuzetnu snagu koja se koristi za hidroelektranu Mratinje čija je brana pregradila kanjon 1975. godine. Brana je visoka 220 m i jedna je od najvećih u Europi. Brana stvara Pivsko jezero (površine 12,5 km² na visini od 675 m i duboko 188 m), koje je poplavilo stari položaj manastira Pive iz 16. stoljeća, pa je manastir preseljen na novo mjesto. Rijeka Vrbnica se s lijeve strane ulijeva u jezero.
Kanjon Pive jedan je od najatraktivnijih na Balkanu. Kroz njega je nekada prolazio makadamski put od Nikšića prema Plužinama, kojim su osim trgovaca dolazili i ljubitelji ribolova da pecaju pastrmku potočaru. Novija povijest prvog parka prirode u Crnoj Gori ima dvije faze - jedna je period prošlog stoljeća prije formiranja vještačkog jezera za potrebe hidroelektrane i potapanja dijela kanjona Pive, Komarnice i Vrbnice. Druga je vrijeme posle 1975. kada je HE puštena u rad, a dio teritorij općine se tad našao pod vodama akumulacionog jezera. Plužine, smještene u dolini presečenoj kanjonima Pive i Komarnice, predstavljaju centar oblasti.
Pivsko oko je simboličan naziv za izvorište male rijeke Sinjac koja zajedno s Komarnicom rađa Pivu. Brzaci, virovi, okolne stijene,  bogatstvo flore i faune čine je zaista posebnom. Cijela zelena oblast puna je planina, pašnjaka, gustih šuma, potoka, i jezera među kojima je najveće Pivsko, dugo 42 km. Po ljepoti se izdvaja kanjon Sušice,  Veliko i Malo Škrčko jezero na 1700 m nadmorske visine.
Nizvodno od Pivskog oka, u prelijepom ambijentu pored rijeke, u 16. vijeku izgrađen je manastir Piva. Nakon donošenja odluke o izgradnji elektrane morao se izmjestiti na drugu lokaciju. Ovaj težak zadatak prevazišao je do tada poznata iskustva. Uz angažovanje domaćih i svjetskih stručnjaka za konzervaciju i restauraciju kulturnih dobara, poduhvat je uspješno okončan.Manastir je najveća crnogorska “galerija slika”, s više od 1250 kvadrata živopisa. Sliku upotpunjuje i dvadesetak manjih sela skladno uklopljenih u predio s karakterističnom izvornom arhitekturom, tradicionalni katuni koju svjedoče o povijesti, kulturi i naslijeđu Pive. Zahvaljujući raznovrsnosti reljefa i klimi, ovdje su stvoreni posebni uslovi za život nekih od posljednjih predstavnika zaštićenih biljnih i životinjskih vrsta.
Nakon brane Piva nastavlja na sjever, sreće se s Tarom kod Šćepan Polja na granici s Bosnom i Hercegovinom i formira Drinu.
Sljev Pive zauzima površinu od 1.270 km² i pripada crnomorskom slijevu. Rijeka Piva nije plovna.